# دومينيك كولونا
دومينيك كولونا (بالفرنسية: Dominique Colonna)‏ (مواليد 4 سبتمبر 1928) هو لاعب كرة قدم. يلعب مع منتخب فرنسا لكرة القدم. سبق له أن لعب في كأس العالم لكرة القدم مع منتخب بلاده.

## روابط خارجية
- دومينيك كولونا على موقع الاتحاد الدولي (مؤرشف)  (الإنجليزية)
- دومينيك كولونا على موقع قاعدة بيانات كرة القدم.إي يو (الإنجليزية)
- دومينيك كولونا على موقع ناشيونال فوتبول تيمز (الإنجليزية)
- دومينيك كولونا على موقع عالم كرة القدم.نت (الإنجليزية)